# Peccioli
Peccioli là một đô thị và thị xã của Ý. Đô thị này thuộc tỉnh Pisa trong vùng Toscana. Peccioli có diện tích 92,6 km2, dân số theo ước tính năm 2010 của Viện thống kê quốc gia Ý là 4936 người. 
Peccioli có cự ly 50 km về phía tây nam Firenze và 30 km về phía đông nam Pisa.
Các đơn vị dân cư:
Đô thị Peccioli giáp với các đô thị: